# Tellevent

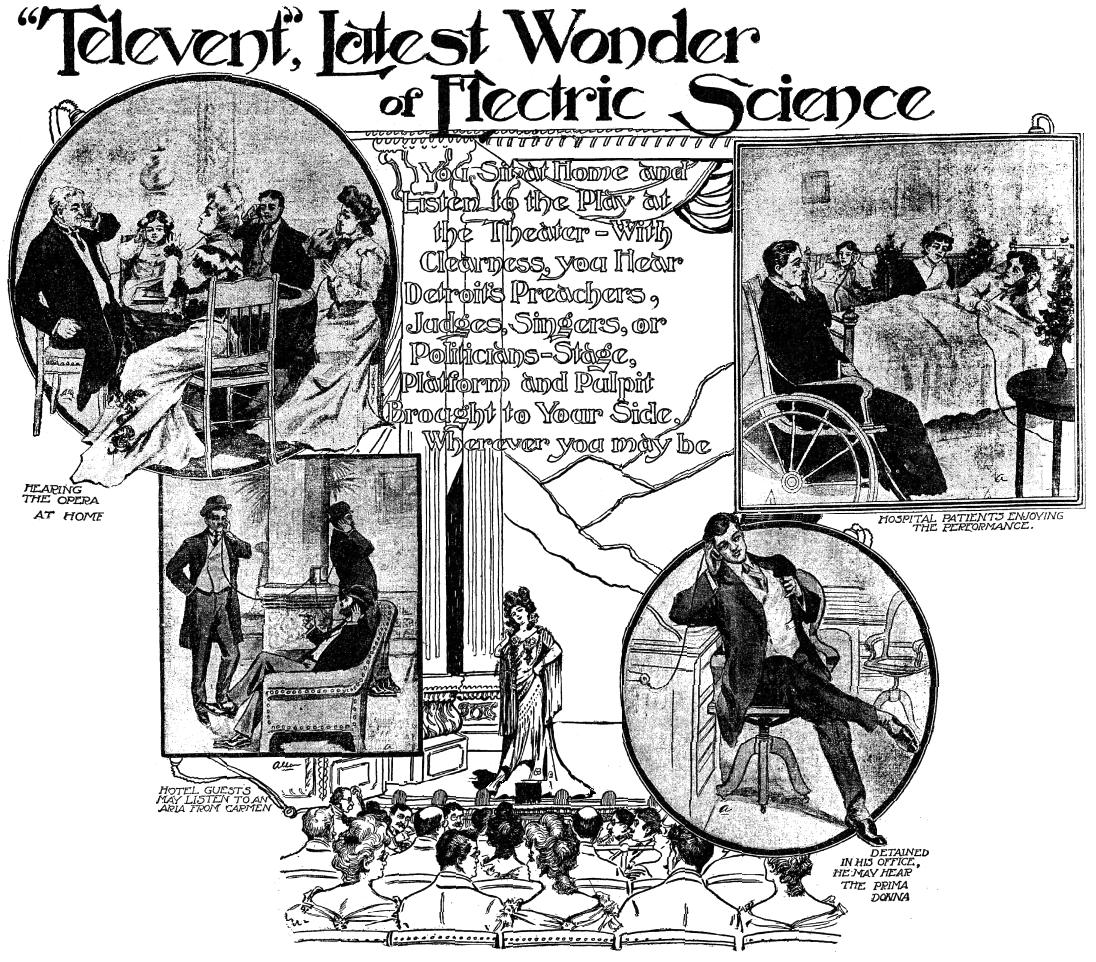
Ilustração, datada de 1907, mostrando indivíduos utilizando o sistema Tellevent em diferentes lugares: casa, trabalho, hospital, hotel e ópera.

O Tellevent (também grafado Televent), criado por James F. Land, foi a primeira tentativa organizada se se criar um serviço de assinatura de notícias e entretenimento pelo meio denominado jornal telefônico nos Estados Unidos. Ainda que vários testes sobre linhas telefônicas tenham siso realizados em Michigan de 1906 a 1908 e a companhia tivesse planos de expansão nacional, o projeto nunca avançou além da fase experimental.

## História
O nome Tellevent origina-se de uma contração da frase: "It tells the event to mind's eye." Sua principal inspiração veio de dois sistemas baseados em serviços telefônicos ou assemelhados destinados a assinantes: o Théâtrophone de Paris, que iniciou suas operações em 1890 e oferecia a retransmissão de entretenimento ao vivo dos teatros locais e o Telefon Hírmondó de Budapeste, Hungria, estabelecido em 1893 e que oferecia uma ampla gama de notícias e entretenimento.
Foi relatado em janeiro de 1906 que a Michigan State Telephone Company, que operava a franquia da Bell nesse estado, estava conduzindo testes em transmitir programas à distância, com a possibilidade de um novo uso para os telefones ser desenvolvido nessas linhas. No mês seguinte, o gerente da empresa James F. Land, creditado como inventor, informou que havia sido bem-sucedida a transmissão de um serviço religioso e de um concerto em Detroit a um grupo de pessoas em Grand Rapids, situada a 150 milhas (240 quilômetros) dali. Testes adicionais se seguinam, inclusive os realizados nas edições de 1906 e 1907 dos Festivais de Maio pela Universidade Estadual de Michigan em Ann Arbor. Outro relato descreve que dois dias de um caucus senatorial foram transmitidos com sucesso por 88 milhas (141 quilômetros) da capital de Michigan, Lansing, a um grupo de várias residências em Detroit.
Março de 1907 viu a formação da American Tellevent Company, fundada em Michigan e com capital de 300 mil dólares e a participação de E. L. Ford, W. A. Jackson, George M. Black, Arnold A. Schantz, James H. Swart and James F. Land. Em julho de 1907, renunciou à gerência-geral da Michigan State Telephone Company, onde ele trabalhara nos 30 anos anteriores para dedicar-se em tempo integral à recém-fundada Michigan Tellevent Company, da qual ele era o acionista majoritário.
Em 17 de março de 1907 saiu uma reportagem elogiosa no  Detroit Free Press, "'Televent,' Latest Wonder of Electric Science" (traduzido como "Tellevent, a última maravilha da ciência elétrica"), descreveu os objetivos de expansão de negócios dos promotores do sistema Tellevent. O serviço foi projetado para funcionar utilizando-se das linhas telefônicas dos assinantes, sendo instaladas em 100 residências de Detroit, conectando-as às casas de espetáculos locais. Havia o projeto de que futuramente, houvesse "um Tellevent na bolsa de valores, nos concertos de bandas em Belle Isle, nas corridas, nos clubes, hotéis, bibliotecas, nas sedes de partidos políticos, recintos da Justila, resumindo, onde quer que público deseje ir". Foi projetado também o desenvolvimento de uma extensa programação diária, começando com "Daily News" às 7 horas da manhã, seguida por blocos com programação de notícias, indicadores econômicos e relatórios meteorológicos, uma hora dedicada às crianças e depois duas horas de música na hora do jantar, encerrando às 23 horas, com três horas de "ópera oriunda de lugares distantes". O custo de assinatura era estimado em aproximadamente 2 dólares mensais (equivalentes a aproximadamente 55 dólares em 2020), com o serviço sendo distribuído para residências, comércios, hotéis e hospitais. Também foi planejada a opção de conexão a serviços especiais, tais como bailes e discursos.
Apesar do entusiasmo dos promotores, o serviço oferecido pelo Tellevent nunca chegou a ter uso amplo. Relatos esparsos de transmissões experimentais foram feitos ao longo de 1908, mas a empresa Michigan Tellevent Company foi encerrada em 2 de agosto de 1909.
Projetos semelhantes ao Tellevent nos Estados Unidos incluíram o sistema lançado em Wilmington, Delaware, denominado Tel-musici, que se iniciou em 1909, algumas companhias organizadas pela companhia Telephone Herald  de 1911 a 1913 e Musolaphone, que funcionou em Chicago em 1913. No entanto, nenhum desses sistemas teve viabilidade financeira e a ideia de utilizar linhas telefônicas para prover notícias e entretenimento seria definitivamente deixada de lado com a ascensão da radiodifusão no início da década de 1920.